# Formula–1-es pontozási rendszer

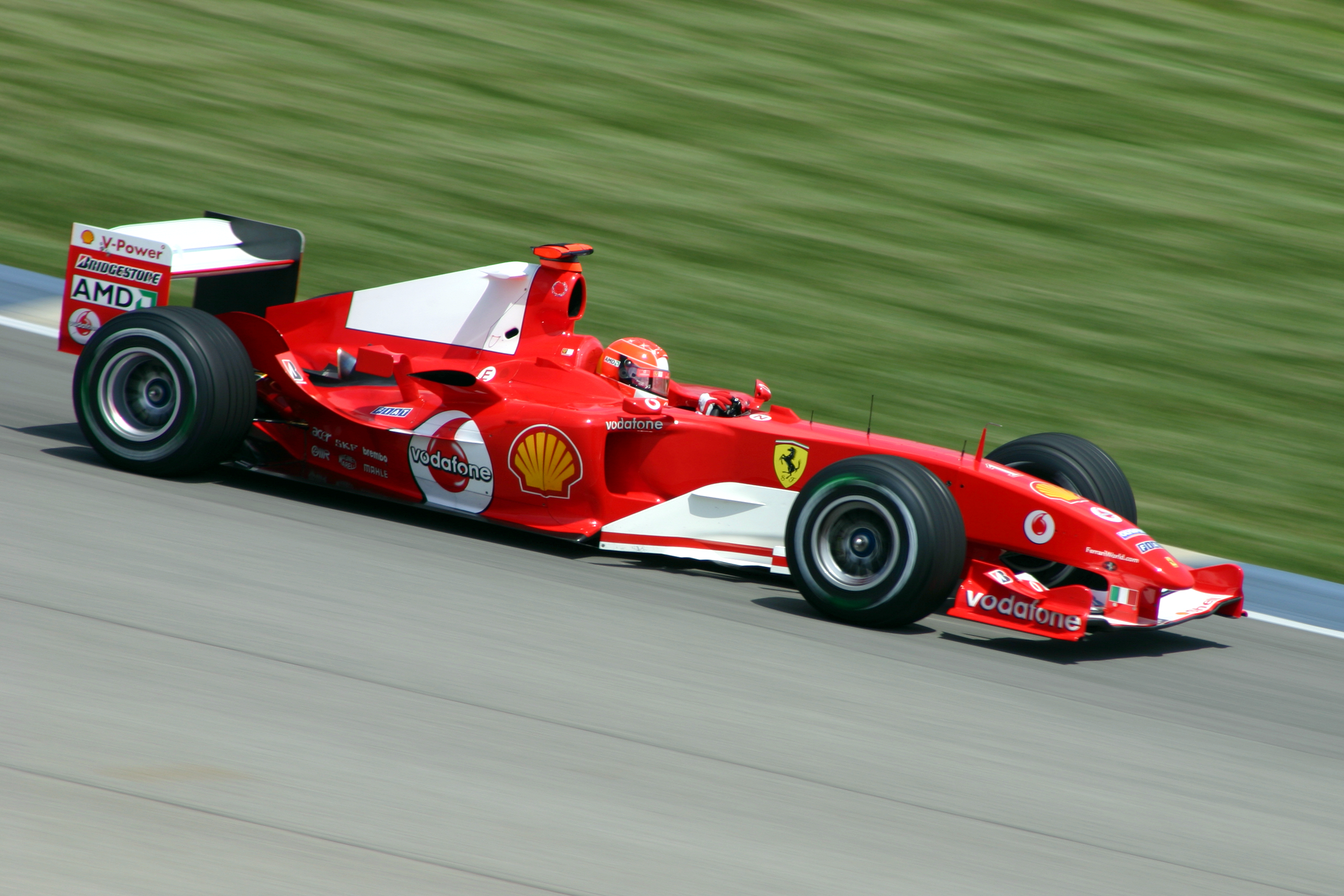
2002-ben, Michael Schumacher 144 pontot szerzett a maximum 170-ből

1950-től a Formula–1-es bajnokságok indulásától kezdve minden évben egy egyéni világbajnokot avatnak. Minden versenyen (voltak nem világbajnoki futamok, melyeken nem adtak pontot) bizonyos helyezésekért meghatározott mennyiségű pontot adnak. Az év végén a legtöbb ponttal rendelkező versenyző lesz az az évi világbajnok. Holtverseny esetén a több győzelem, vagy ha az is megegyezik, akkor a több jobb helyezés rangsorol.
Új szezon kezdetekor természetesen minden versenyző 0 pontról és 0 győzelemről indul, előző évek eredményeit átvinni nem lehet.
A korábbi tervek szerint 2010-től az évad során legtöbb győzelmet szerző versenyző nyerte volna a világbajnokságot, az elért pontok holtverseny esetén, illetve a 2. helytől lefelé rangsoroltak volna. Végül elvetették az ötletet, a pontrendszert azonban megváltoztatták: a versenyek első tíz helyezettje kap pontot, a győzelem és a második helyezés között pedig nőtt a különbség. A jelenlegi pontozási rendszer 2010 óta van érvényben, ma az első tíz versenyző kap pontot. 2019-ben ez a pontozás kiegészült azzal, hogy a versenyben futott leggyorsabb körért is jár plusz egy pont, de csak akkor, ha a versenyző az első tíz között végez (korábban 1950-től 1959-ig járt pluszpont a leggyorsabb körért, de akkor még nem kötötték egyéb feltételhez).
Sok szezonban a versenyzőknek csak a legjobb eredményeiket adták össze év végén, például 1985 és 1990 között a versenyzők legjobb 11 eredményét vették csak figyelembe. 1988-ban a McLaren versenyzői uralták az évet. Prost 105, Senna 94 pontot gyűjtött össze, ám a szabály miatt mégis a nyolc futamot nyerő Senna lett a bajnok 90 ponttal, míg Prost így hét győzelmet és négy második helyet beszámítva 87 pontot szerzett. 
Jim Clark 1963-ban és 1965-ben elérte a maximum 54 pontot, amikor a versenyzők 6 legjobb eredményét vették figyelembe, és Clark előbbi szezonban hétszer, utóbbiban pontosan hatszor győzött. Alberto Ascari 1952-ben  szintén maximális pontszámot szerzett: hat futamot megnyert leggyorsabb kört futva, amiért akkoriban szintén pont járt, a világbajnokságba a legjobb négy eredmény számított. 1953-ban, amikor szintén négy eredmény számított az értékelésbe, ugyan megnyert öt futamot, de közülük csak hármon futott leggyorsabb kört, az egyiken ráadásul holtversenyben, így nem volt meg a maximális pontszáma.
A konstruktőröknek csak 1958 óta tartanak világbajnokságot. 1978-ig futamonként az adott konstrukcióval (kasztni+motor) legjobban szereplő versenyző helyezését vették figyelembe. A világbajnokságba számító futamok száma megegyezett a versenyzőkével, de előfordulhatott, hogy egy adott helyezés csak a versenyző vagy csak a konstruktőr pontszámába számított bele. 1979 óta a csapatok két versenyzőjének a pontjait összeadják, minden futam eredménye számít. Az a csapat lesz a konstruktőri bajnok, amelynél a versenyzőinek pontjait összeadva a legnagyobb pontmennyiség gyűlik össze (az összeadás futamonként történik, így ha egy csapat leváltja a versenyzőjét, a távozó és az érkező pontszáma is számít. Ha pedig egy versenyző év közben csapatot vált, a pontjai megoszlanak a csapatai között aszerint, hogy melyiknek a színeiben szerezte őket).
2002-ben Michael Schumacher minden versenyen dobogós lett (csak egy harmadik helye volt), és a maximális 170-ből 144 pontot szerzett meg. A legdominánsabb konstruktőri bajnok 1988-ban a McLaren volt, 199 pontot szerzett a megszerezhető 240-ből, és 134 ponttal előzte meg a mögötte végzett csapatot. 2002-ben a Ferrari 221 pontot szerzett, annyit, mint az összes többi csapat együttvéve.

## Pontozási rendszerek
| Szezon    | 1. | 2. | 3. | 4. | 5. | 6. | 7. | 8. | 9. | 10. | Leggyorsabb kör | Legjobb eredmények beszámítása                       | Jegyzetek                        |
| --------- | -- | -- | -- | -- | -- | -- | -- | -- | -- | --- | --------------- | ---------------------------------------------------- | -------------------------------- |
| 1950–1953 | 8  | 6  | 4  | 3  | 2  |    |    |    |    |     | 1               | 4                                                    | [ 3 ] [ 4 ]                      |
| 1954      | 8  | 6  | 4  | 3  | 2  |    |    |    |    |     | 1               | 5                                                    | [ 3 ] [ 4 ] [ 5 ]                |
| 1955–1957 | 8  | 6  | 4  | 3  | 2  |    |    |    |    |     | 1               | 5                                                    | [ 3 ] [ 6 ] [ 7 ] [ 8 ] [ 9 ]    |
| 1958      | 8  | 6  | 4  | 3  | 2  |    |    |    |    |     | 1               | 6                                                    | [ 8 ] [ 9 ] [ 10 ] [ 11 ] [ 12 ] |
| 1959      | 8  | 6  | 4  | 3  | 2  |    |    |    |    |     | 1               | 5                                                    | [ 11 ] [ 12 ]                    |
| 1960      | 8  | 6  | 4  | 3  | 2  | 1  |    |    |    |     |                 | 6                                                    | [ 11 ] [ 13 ]                    |
| 1961      | 9  | 6  | 4  | 3  | 2  | 1  |    |    |    |     |                 | 5                                                    | [ 11 ] [ 14 ]                    |
| 1962      | 9  | 6  | 4  | 3  | 2  | 1  |    |    |    |     |                 | 5                                                    | [ 11 ]                           |
| 1963–1965 | 9  | 6  | 4  | 3  | 2  | 1  |    |    |    |     |                 | 6                                                    | [ 11 ]                           |
| 1966      | 9  | 6  | 4  | 3  | 2  | 1  |    |    |    |     |                 | 5                                                    | [ 9 ] [ 11 ] [ 15 ]              |
| 1967      | 9  | 6  | 4  | 3  | 2  | 1  |    |    |    |     |                 | 9 (5 az első 6 versenyből, 4 az utolsó 5 versenyből) | [ 9 ] [ 11 ] [ 15 ]              |
| 1968      | 9  | 6  | 4  | 3  | 2  | 1  |    |    |    |     |                 | 10 (5 az első 6-ból, 5 az utolsó 6-ból)              | [ 11 ]                           |
| 1969      | 9  | 6  | 4  | 3  | 2  | 1  |    |    |    |     |                 | 9 (5 az első 6-ból, 4 az utolsó 5-ből)               | [ 9 ] [ 11 ]                     |
| 1970      | 9  | 6  | 4  | 3  | 2  | 1  |    |    |    |     |                 | 11 (6 az első 7-ből, 5 az utolsó 6-ból)              | [ 9 ] [ 11 ]                     |
| 1971      | 9  | 6  | 4  | 3  | 2  | 1  |    |    |    |     |                 | 9 (5 az első 6-ból, 4 az utolsó 5-ből)               | [ 11 ]                           |
| 1972      | 9  | 6  | 4  | 3  | 2  | 1  |    |    |    |     |                 | 10 (5 az első 6-ból, 5 az utolsó 6-ból)              | [ 11 ]                           |
| 1973–1974 | 9  | 6  | 4  | 3  | 2  | 1  |    |    |    |     |                 | 13 (7 az első 8-ból, 6 az utolsó 7-ből)              | [ 11 ]                           |
| 1975      | 9  | 6  | 4  | 3  | 2  | 1  |    |    |    |     |                 | 12 (6 az első 7-ből, 6 az utolsó 7-ből)              | [ 11 ] [ 16 ]                    |
| 1976–1978 | 9  | 6  | 4  | 3  | 2  | 1  |    |    |    |     |                 | 14 (7 az első 8-ból, 7 az utolsó 8-ból)              | [ 11 ]                           |
| 1979      | 9  | 6  | 4  | 3  | 2  | 1  |    |    |    |     |                 | 8 (4 az első 7-ből, 4 az utolsó 8-ból)               | [ 16 ] [ 17 ]                    |
| 1980      | 9  | 6  | 4  | 3  | 2  | 1  |    |    |    |     |                 | 10 (5 az első 7-ből, 5 az utolsó 7-ből)              | [ 16 ] [ 17 ]                    |
| 1981–1984 | 9  | 6  | 4  | 3  | 2  | 1  |    |    |    |     |                 | Összes                                               | [ 16 ] [ 18 ]                    |
| 1985–1990 | 9  | 6  | 4  | 3  | 2  | 1  |    |    |    |     |                 | 11                                                   | [ 16 ] [ 18 ] [ 17 ]             |
| 1991–2002 | 10 | 6  | 4  | 3  | 2  | 1  |    |    |    |     |                 | Összes                                               | [ 16 ]                           |
| 2003–2009 | 10 | 8  | 6  | 5  | 4  | 3  | 2  | 1  |    |     |                 | Összes                                               |                                  |
| 2010–2018 | 25 | 18 | 15 | 12 | 10 | 8  | 6  | 4  | 2  | 1   |                 | Összes                                               | [ 19 ]                           |
| 2019–2024 | 25 | 18 | 15 | 12 | 10 | 8  | 6  | 4  | 2  | 1   | 1               | Összes                                               | [ 20 ] [ 21 ]                    |
| 2025–     | 25 | 18 | 15 | 12 | 10 | 8  | 6  | 4  | 2  | 1   |                 | Összes                                               | [ 22 ]                           |